# № 6 (Фиолетовое, зелёное и красное)
№ 6 (Фиолетовое, зелёное и красное) — картина 1951 года, написанная американским экспрессионистом Марком Ротко. Она была написана в 1951 году. Как и другие работы Ротко этого периода, № 6 состоит из больших цветовых пятен, разделённых неровными, размытыми оттенками. В 2014 году она стала одной из самых дорогих картин мирового арт-рынка.
Работа представляет собой вертикально ориентированный ряд прямоугольников в различных оттенках фиолетового, зеленого и красного, которые, по мнению Давида Анфама, создают чувство равновесия и гармонии и приглашает к созерцанию. Анна Шаве утверждает, что тонкие тональные градации и светящаяся цветовая палитра вызывают трансцендентную, потустороннюю атмосферу, которая отражает интерес Ротко к исследованию духовных и психологических аспектов человеческого опыта.